# Севастопољске приче
„Севастопољске приче“ (рус. Севастопольские рассказы) збирка је приповедака руског књижевника Лава Николајевича Толстоја, објављена 1855. Приповетке су насталe на основу Толстојевог искуства приликом учествовања у Опсади Севастопоља (1854—1855). Збирку чине три приче: „Севастопољ у августу 1855. године”, „Севастопољ у месецу децембру” и „Севастопољ у мају”. Први пут су штампане у часопису „Современик”. Толстој је тако као први руски „војни извештач” описао боравак у утврђеном Севастопољу од новембра 1854 до августа 1855 за време Кримског рата; месец и по је бранио град у артиљерији на изпостављеном четвртом бастиону , који је држао одбрану јужно од града. 16. августа 1855. је учестовао и у бици на Црној реци.
Некада се штампају у збирци „Ратне приче”, чије је прво издање изашло шездесетих година деветнаестог века. На српски језик приповетке је превела Станка Глишић.

## Галерија
- Скица Севатсопоља 1830-их („Атлас утврђења Руске Империје”)

## Фусноте
1. ↑  4. бастион се је налалио у јужном делу града; не мешати са 4. батеријом која била на северном делу залива